# Valoria de Aguilar
Valoria de Aguilar es una localidad de la provincia de Palencia (Castilla y León, España) que pertenece al municipio de Aguilar de Campoo.
Es una de las localidades del Camino de Santiago del Norte: Ruta del Besaya.

## Geografía
Está a una distancia de 2 km de Aguilar de Campoo, la capital municipal, en la comarca de Campoo.

## Geografía humana

### Demografía
| Gráfica de evolución demográfica de Valoria de Aguilar entre 1842 y 1970 |
| |
| Población de derecho según los censos de población del INE Población de hecho según los censos de población del INEEntre el censo de 1887 y el anterior, aparece este municipio porque cambia de nombre y desaparece el municipio 34503 (Lomilla) Entre el censo de 1857 y el anterior, este municipio desaparece porque se integra en el municipio 34503 (Lomilla) Entre el censo de 1981 y el anterior, este municipio desaparece porque se integra en el municipio 34004 (Aguilar de Campoo) |

Evolución de la población en el siglo XXI
| Gráfica de evolución demográfica de Valoria de Aguilar entre 2000 y 2022 |
|                                                                          |
| Población de derecho (2000-2020) según el padrón municipal del INE       |

## Historia
A mediados del siglo XIX se anexiona al municipio de Lomilla junto con Olleros de Pisuerga. Poco después el nuevo municipio cambiaría su nombre por el de Valoria de Aguilar. En 1970 este municipio se incorpora al de Aguilar de Campoo.